# 야마시타 료지
야마시타 료지(일본어: 山下 諒時, 2000년 5월 11일~)는 일본의 축구 선수이다.

## 구단 경력
그는 2023년 J3리그의 SC 사가미하라에 입단했다. 2024년까지 64경기에 출전하여, 1득점을 넣었다. 2025년 FC 오사카로 이적했다.